# Tsajiaguiin Elbegdorzh
Tsajiaguiin Elbegdorzh o Elbegdorzh Tsajia (pronunciado /Elbegdɔrdʒ Tsahia:/) (transliteración del mongol: Цахиагийн Элбэгдорж) (Zereg, 30 de marzo de 1963) es un político mongol que fue presidente de su país de 2009 a 2017, siendo electo por primera vez en 2009 y reelecto en 2013.
El candidato del Partido Democrático, llegó a ser el primer presidente de Mongolia que nunca había sido miembro del Partido del Pueblo de Mongolia y el primero en conseguir una educación occidental.
Elbegdorzh fue uno de los líderes de la revolución democrática pacífica en 1990, que finalizó los cerca de 75 años de gobierno comunista. Elbegdorj ha sido dos veces primer ministro de Mongolia, vice-portavoz del Parlamento una vez, líder de la mayoría del Parlamento una vez y miembro del Parlamento cuatro veces. Se le conoce como un político prodemocrático y libertario.
Elbegdorzh es el fundador del periódico Ardchilal (traducido como: Democracia) - el primer periódico independiente del país - y ayudó a establecer la primera estación de televisión independiente en Mongolia.
Su mandato se ha centrado en la lucha contra la corrupción, la protección del medio ambiente, los derechos de las mujeres, reformas judiciales, participación ciudadana, la liberalización económica y privatizaciones, los derechos de propiedad y la abolición de la pena de muerte.

## Entrevistas
En filmes documentales:
- "Hombre del Pueblo", historical portrait documentary film with President Elbegdorj, about the democratic transition in Mongolia, noviembre de 2014.
- "El ancla Democrática del Este", Pte. Elbegdorj es entrevistado sobre política exterior de Mongolia, junio de 2015.
- "En el camino de la Democracia - La cooperación regional en Asia" , documental sobre el rol de Mongolia en la región a través de los ojos de expertos internacionales y del Pte. ed Mongolia, Tsakhiagiin Elbegdorj, marzo de 2016.

Por
- Amanpour, Christiane (25 de septiembre de 2012). What's the fastest growing economy in the world? Archivado el 8 de octubre de 2012 en Wayback Machine.. CNN.
- Frohm, Stuart (15 de septiembre de 2004). Mongol Khan-Quest. Mackinac Center for Public Policy.
- Evans, Peter & Helen (marzo/abril 2004). One Year Toward Freedom – parte 1 Archivado el 21 de octubre de 2021 en Wayback Machine., parte 2 Archivado el 21 de octubre de 2021 en Wayback Machine., parte 3 Archivado el 21 de octubre de 2021 en Wayback Machine., parte 4 Archivado el 21 de octubre de 2021 en Wayback Machine., renewamerica.us.
- Myanmar Television, MITV News Exclusive interview on second time visit of Mongolian President (Naypyidaw, Myanmar, 16 de julio de 2016)

## Discursos
- Communism to Democracy: Lessons from Mongolia on the Eve of the Election Campaign, webcast of the talk. The Heritage Foundation. 30 de mayo de 2003.
- video of address of Mr. Tsakhia Elbegdorj at the 64th Session of the United Nations General Assembly (part 2). YouTube.com. 28 de septiembre de 2009.
- Address to the People of Japan × el Pte. Elbegdorj, delivered at the National Diet of Japan on 18 de diciembre de 2010.
- Address by H.E. President Elbegdorj Tsakhia, Mongolia to the General Debate of the 66th Session of the United Nations General Assembly. un.org. 21 de septiembre de 2011.
- Speech of The President of Mongolia, Ts.Elbegdorj at the Bundestag during His Official Visit to Federal Republic of Germany on 31 de marzo de 2012.
- Mongolian President Elbegdorj's speech delivered at an honorary session of the Parliament of the Kyrgyz Republic, the Jogorku Kenesh, 3 de abril de 2012.
- video of A Public Address by His Excellency Tsakhiagiin Elbegdorj, President of Mongolia. Harvard Kennedy School's Institute of Politics. 21 de septiembre de 2012. (video copy at YouTube.com).
- Statement by H.E. Mr.Elbegdorj Tsakhia, President of Mongolia Archivado el 7 de octubre de 2012 en Wayback Machine. at the United Nations General Assembly's High-Level Meeting on the Rule of Law. United Nations. 24 de septiembre de 2012.
- New York Democracy Forum Dinner: Tsakhia Elbegdorj text, video Foreign Policy Association. 25 de septiembre de 2012. Retrieved 25 de junio de 2013.
- The President of Mongolia Gives Lecture at Yangon University Archivado el 24 de febrero de 2016 en Wayback Machine. on 20 de noviembre de 2013.
- Statement by the President of Mongolia at the General Debate of the 67th session of the United Nations General Assembly. president.mn. 27 de septiembre de 2012. Retrieved 1 de agosto de 2013.
- From BIG Government to SMART Government Lecture by President Elbegdorj, November 16, 2013, Ulaanbaatar, Mongolia
- North Korea lecture at Kim Il Sung University by President of Mongolia Tsakhiagiin Elbegdorj. World News. 2 de noviembre de 2013.
- "It Is the Human Desire to Live Free That Is an Eternal Power" conferencia en la Kim Il Sung University × Pte. de Mongolia, 31 de octubre de 2013.
- Mongolian Transition to Democracy and Lessons  Distinguished Visitor Public Lecture by President Elbegdorj, 18 de octubre de 2014, Budapest, Hungría.  video
- Address by H.E. Tsakhiagin Elbegdorj, President of Mongolia to the European Parliament, Speech recorded by the European Parliament, full video: EP speech and press conference together with Martin Schulz, President of the European Parliament, Estrasburgo, Francia, 9 de junio de 2015.
- Statement by His Excellency Tsakhiagiin Elbegdorj, President of Mongolia at the Leaders Event of the 21st Session of the Conference of Parties to the United Nations Framework Convention on Climate Change
- Lecture in Myanmar (Burma) addressing an audience of civil servants about democratic values, Naypyidaw, Myanmar, 16 de junio de 2016.
- Opening statement of the President of Mongolia at the 11th ASEM summit, Ulanbaataar, Mongolia, 15 de julio de 2016.